# Abayubá Ibáñez
Abayubá Ibáñez, vollständiger Name Abayubá Ibáñez Bentancour, (* in Sayago; † 19. Januar 2021) war ein uruguayischer Fußballspieler.

## Karriere

### Verein
Ibáñez begann seine Karriere unter Trainer Ondino Viera bei Liverpool Montevideo. Mindestens im Jahr 1967 spielte er für den Club Atlético Defensor. 1971 stand er erneut in Reihen des Liverpool Fútbol Club und nahm mit dessen Mannschaft an der von Mitte März bis Mai 1971 währenden Europa-Tournee teil.

### Nationalmannschaft
Ibáñez war Mitglied der A-Nationalmannschaft Uruguays, für die er zwischen dem 24. April 1964 und dem 18. Juli 1971 13 Länderspiele absolvierte. Ein Länderspieltor erzielte er nicht. Er gehörte zum Aufgebot Uruguays bei der Südamerikameisterschaft 1967, bei der die von Juan Carlos Corazzo betreute Celeste den Titel gewann.

### Erfolge
- Südamerikameister: 1967

## Nach der Karriere
Nach seiner Karriere lebt er (Stand: 2009) mit seiner Familie in Mexiko.